# Rawmarsh
Rawmarsh è un paese di 17.443 abitanti della contea del South Yorkshire, in Inghilterra.